# Frontières de l'Australie

Carte du monde présentant l'extension de la zone économique exclusive de l'Australie (en jaune), et donc de sa limite avec celle des pays proches.

Cet article recense les frontières de l'Australie. Ce pays insulaire possède des frontières maritimes avec six pays.

## Liste
L'Australie, pays situé sur la partie continentale du continent australien et sur de nombreuses îles plus ou moins proches, ne comporte aucune frontière terrestre. Elle possède en revanche plusieurs frontières maritimes avec les pays et territoires qui lui sont proches :
- France :
  - Deux sections distinctes, définies par traité en 1982[1] :
    - Dans l'océan Pacifique, la première frontière sépare le continent australien et l'île Norfolk (territoire australien extérieur) de la Nouvelle-Calédonie (collectivité d'outre-mer française), selon une approximation de la ligne équidistante des deux territoires.
    - Dans l'océan Indien, la deuxième frontière sépare l'archipel australien des îles Heard-et-MacDonald de l'archipel français des îles Kerguelen.

  - L'Australie et la France revendiquent également deux zones en Antarctique : la Terre Adélie, revendiquée par la France, est intégralement contenue dans le territoire antarctique australien. Les revendications sur le continent Antarctique ne sont, en général, pas reconnues.

- Indonésie : trois sections :
  - les deux sections principales sont situées dans l'océan Indien jusqu'à la mer d'Arafura, séparées à peu près en leur milieu par le Timor Gap, où les eaux territoriales australiennes et est-timoraises se rencontrent ; elles ont été définies par traité en 1971[2] ;
  - la dernière section concerne l'île Christmas, un territoire extérieur australien situé au large de l'île indonésienne de Java ; la frontière a été définie par traité en 1997[3].

- Nouvelle-Zélande : deux sections distinctes, délimitées par traité en 2004 :
  - La première sépare les territoires australiens des îles Lord Howe et Norfolk des îles des Trois Rois, extrémité nord de la Nouvelle-Zélande ;
  - La deuxième sépare l'île Macquarie des îles Campbell et Auckland, au sud du territoire néo-zélandais.

- Papouasie-Nouvelle-Guinée : une longue frontière s'étendant au nord de l'Australie et au sud de la Papouasie-Nouvelle-Guinée. Au niveau du détroit de Torrès, la frontière est complexe, afin de garantir les droits des indigènes du détroit de Torrès, habitants traditionnels de la région : les droits de pêche sont sous juridiction australienne, mais les droits sur les fonds marins sont sous juridiction de la Papouasie-Nouvelle-Guinée. En outre, certaines des îles les plus au nord demeurent sous souveraineté australienne, mais sont entourées par les eaux territoriales de la Papouasie-Nouvelle-Guinée : l'Australie possède ainsi 8 enclaves dans les eaux paouanes-néo-guinéennes. De plus, une zone protégée conjointe est établie dans la zone, afin que les habitants puissent y perpétuer un mode de vie traditionnel. Le traité du détroit de Torrès (en) a été signé en 1978[4]

- Îles Salomon : sépare les Îles Salomon des îles de la mer de Corail, définie par traité en 1988[5].

- Timor oriental : une unique section, au milieu de la frontière maritime avec l'Indonésie, elle même située dans une zone de développement conjointe.